# Benno Kummer
Benno Kummer (* 19. April 1924 in Rüdigheim; † 16. März 2007) war ein deutscher Anatom.

## Leben
Nach dem Studium der Medizin, der Promotion 1950 an der Universität Frankfurt am Main mit der Dissertation Differenzierte Messmethoden und physikalische Formulierung der Blutkörperchensenkungsgeschwindigkeit und der Habilitation 1958 mit der Arbeit Bauprinzipien und funktionelle Beanspruchung von Rumpf- und Extremitätenskelet lehrte der Privatdozent als Professor für Anatomie an der Universität Frankfurt von 1958 bis 1962. Im Jahre 1962 wechselte er an die Universität Köln und wurde 1967 zum ordentlichen Professor ernannt. Er leitete das dortige Anatomische Institut von 1968 bis 1989. Nach seiner Emeritierung war er von 1991 bis 1993 der Präsident der Deutschen Gesellschaft für Anatomie. 
Als Schüler und Mitarbeiter von Friedrich Pauwels (1885–1980) legte er seinen wissenschaftlichen Schwerpunkt auf die Biomechanik des Hüftgelenks. Kummer setzte auch nach seiner klinischen Tätigkeit seine Forschungen fort und veröffentlichte 2005 ein Standardwerk über die Biomechanik des Bewegungsapparates.

## Schriften (Auswahl)
- Untersuchungen über die Entwicklung der Schädelform des Menschen und einiger Anthropoiden. Berlin 1953.
- Bauprinzipien des Säugerskeletes. Stuttgart 1959.
- Biomechanik des Säugetierskeletts. 1959.
- Die Beanspruchung des menschlichen Hüftgelenks, In: Journal Anatomy and Embryology. Band 127, Nummer 4, S. 277–285, 1968.
- Einführung in die Biomechanik des Hüftgelenks. Berlin 1985.
- Osteologie aktuell VII., mit Hans J. Pesch und Hartmut Stöss, Berlin 1993.
- Biomechanik – Form und Funktion des Bewegungsapparates. Deutscher Ärzte-Verlag, Köln 2005 ISBN 978-3-7691-1192-7.

## Auszeichnungen
- Pauwels-Medaille
- Ehrenmitglied der Deutschen Gesellschaft für Unfallchirurgie (DGU) 1990[4]
- Erwin-Uehlinger-Medaille 1994 der Deutschen Gesellschaft für Osteologie[5]
- Ehrenmitgliedschaft in der Gesellschaft für Wirbelsäulenforschung. 1995[6]
- Osteosynthese-Preis der Association Internationale pour l’Ostéosynthèse Dynamique (AIOD) 2005[7]
- Carl-Rabl-Preis der Vereinigung Süddeutscher Orthopäden 2006[8]
- G.F.L Stromeyer-Medaille der Deutschen Gesellschaft für Unfallchirurgie (DGU) 2006[9]